# Robert Brom
Robert Henry Brom (Arcadia, Wisconsin, 18 de septiembre de 1938 - San Diego, California, 9 de mayo de 2022) fue un obispo católico estadounidense que ejerció como obispo de Duluth (1983-1989); obispo coadjutor de San Diego y obispo titular de San Diego desde 1990 hasta su retiro en 2013.